# Miseration
Miseration je švedski melodični death metal sastav.

## Povijest sastava
Osnovali su ga 2006. Jani Stefanović, te bivši pjevač Scar Symmetryja, Christian Älvestam koji od 2007. zajedno sviraju i u sastavu Solution .45. Prvi studijski album Your Demons - Their Angels objavili su 2007. godine pod izdavačkom kućom Rivel Records. Nakon toga, pridružuju im se basist Johan Ylenstrand, bubnjar Rolf Pilve i gitarist Marcus Bertilsson s kojima snimaju drugi studijski album The Mirroring Shadow, objavljen 2009. pod izdavačkom kućom Lifeforce Records. Jani Stefanović je 2010. zbog osobnih razloga napustio sastav, no vratio se već iduće godine, zajedno s novim bubnjarom Oscarom Nilssonom te gitaristom Marcusom Skäggetom. Svoj treći, najnoviji album Tragedy Has Spoken objavili su 2012. godine.

## Članovi sastava
Sadašnja postava
- Marcus Bertilsson - gitara
- Jani Stefanović - gitara (2011.-), gitara, bas-gitara, bubnjevi (2006. – 2007.), gitara (2008. – 2010.)
- Oscar Nilsson - bubnjevi (2011.-)
- Christian Älvestam - vokal (2011.-)
- Christian Lundgren - bas-gitara (2012.-)

Bivši članovi
- Johan Ylenstrand - bas-gitara
- Rolf Pilve - bubnjevi
- Tobias Alpadie - gitara

## Diskografija
Studijski albumi
- Your Demons - Their Angels (2007.)
- The Mirroring Shadow (2009.)
- Tragedy Has Spoken (2012.)

## Vanjske poveznice
- Službena Myspace stranica